# 铁长乡
铁长乡是中国福建省龙岩市长汀县下辖的一个乡。

## 概述
长汀县辖乡。1949年设铁贡乡，1961年改铁长公社，1984年改铁长乡。位于县境北部，距县城15公里。面积77平方公里，人口0.6万。辖铁长、张地、芦地、洋坊4个村委会。盛产竹木、冬笋、松香、土纸、香菇.

## 行政区划
铁长乡共辖4个行政村，分别是：
铁长村、张地村、芦地村、洋坊村。